# SC-06D
docomo NEXT series GALAXY S III SC-06D（ドコモ ネクストシリーズ ギャラクシー エス スリー エスシーゼロロクディー）は、韓国のサムスン電子によって開発された、NTTドコモの第3.9世代移動通信システム（Xi）と第3世代移動通信システム（FOMA）のデュアルモード端末である。docomo NEXT seriesのひとつ。製品番号はSGH-N064。

## 概要
サムスンの主力シリーズである「GALAXY S」シリーズのグローバルモデルGALAXY S IIIの日本向けローカライズ版である。外観図案はグローバルモデルとロゴが異なる程度の違いしかなく、寸法も全く同じだが、後述するように日本向けに追加・変更された仕様が多い（日本向け追加機能の多さ故か、本体重量はグローバルモデルよりわずかに重い）。
「あなたを理解するスマートフォン」という宣伝文句の通り、大きな特徴として、電話帳やメッセージ画面表示中に端末を耳に当てると、そのまま自動で相手に電話をかけることができる「Direct Call」機能、不在着信やメール受信時に端末を持ち上げるとバイブレーションで知らせる「Smart Alert」機能、電話帳やEメール一覧表示中に端末の上部をダブルタップすることで自動で一覧のトップ画面に戻る「Tap To Tap」機能、Web閲覧やメールを作成しながら動画を別ウィンドウで再生できる「Pop Up Play」機能、インカメラで1～2秒程度瞳の動きを検査して画面の明るさを最適な状態に自動調節する「Smart Stay」機能が搭載されている。
有効画素数810万画素のメインカメラには、裏面照射型CMOSセンサーを採用し、夕景や室内などの薄暗い場所でもきれいに撮影でき、フルハイビジョン（1920×1080）の動画撮影にも対応している。またインカメラは有効画素数190万画素で、ハイビジョン（1280×720）での動画撮影にも対応している。
さらに撮影間隔約0.3秒のクイック撮影が可能なほか、最大20枚の連続撮影ができ、8枚の連続写真の中から最高の1枚を選んでくれる「Best Photo」機能も搭載している。
Wi-Fi High Throughput 40の採用により、Wi-Fiの通信速度が上昇し、大容量のネット閲覧もストレスなく楽しめる。
内蔵ROMはGALAXY S IIの2倍となる32GB、バッテリーはGALAXY S IIより30%容量が増え2,100mAhとなった。
なお、モバキャス・防水・赤外線通信・おくだけ充電には非対応である。
本機とグローバルモデルの主な違いは以下のとおりである。
- 性能面では、グローバルモデルのCPUはサムスン自社製のクアッドコア（マイナーチェンジ版のSC-03EはこのCPU）でRAM容量は1GBだが、本機のCPUはクアルコム製デュアルコアでRAM容量は2GBである。2012年夏のドコモのラインナップの中では、CPUこそ他の生産商のハイエンドモデルと横並びだが、RAM容量は他の製品を含め最大である。
- 日本向けのGALAXYシリーズでは初となるおサイフケータイに対応している。このアンテナがバッテリーに内蔵されており、純正バッテリー以外では利用できない。グローバルモデルで標準装備されているNFCには対応していない（NFCのアンテナもバッテリー内蔵型である）。
- ワンセグに対応し、伸縮式アンテナを備える。このため、グローバルモデル用ジャケットを使用するとアンテナを伸ばすことができなくなる場合がある（韓国モデル用を除く。韓国モデルは、地上波DMBに対応しているため、本機同様伸縮式アンテナを備える）。
- 前面のロゴは「SAMSUNG」の代わりに「NTT docomo Xi」となっている（写真参照）。グローバルモデルでは、キャリアロゴ等はリアカバーに付けられていることが多い。

iFデザイン賞受賞作。

## 搭載アプリ
ダイヤル 連絡先 SMS ブラウザ ギャラリー カメラ 音楽 動画 ｓプランナー ｓメモ Chaton ワンセグ 時計 電卓 Eメール マイファイル Samsungapps S suggest 便利アプリ 設定 辞典 ボイスレコーダー Polaris Office4.0 7notes Withmazec-T Google+ ハングアウト Google Gmail マップ 写真 playstore・ムービー YouTube ダウンロード おサイフケータイ

## 主な機能
| 主な対応サービス                                 | 主な対応サービス                         | 主な対応サービス                       | 主な対応サービス                              |
| ------------------------------------------------ | ---------------------------------------- | -------------------------------------- | --------------------------------------------- |
| タッチパネル／加速度センサー                     | Xi／FOMAハイスピード                     | Bluetooth                              | DCMX／おサイフケータイ／赤外線／トルカ        |
| ワンセグ／モバキャス                             | メロディコール                           | テザリング                             | WiFi IEEE802.11a/b/g/n                        |
| GPS                                              | spモード／電話帳バックアップ             | デコメール／デコメ絵文字／デコメアニメ | iチャネル                                     |
| エリアメール／ソフトウェアーアップデート自動更新 | デジタルオーディオプレーヤー(WMA)(MP3他) | GSM／3Gローミング（WORLD WING）        | フルブラウザ／Flash Player 10.3               |
| Google Play／dメニュー／dマーケット              | Gmail／Google Talk／YouTube／Picasa      | バーコードリーダ／名刺リーダ           | ドコモ地図ナビ／Google Maps／ストリートビュー |

## 歴史
- 2012年5月3日 - サムスン電子よりグローバルモデル発表。
- 2012年5月16日 - NTTドコモより日本モデル発表。
- 2012年6月17日 - 予約開始。
- 2012年6月28日 - 発売開始[4]。
- 2013年5月8日 - Android 4.1バージョンアップ対象機種に選定される[5]。
- 2013年6月20日 - Android 4.1へアップデート開始。

## アップデート・不具合など
2012年7月3日のアップデート
- 電話帳アプリにて誕生日を含む電話帳データを本機にインポートすると、音声発着信時にエラーメッセージが画面に表示される場合がある。

2012年8月8日のアップデート
- spモードメールの添付ファイルを開こうとすると、エラーメッセージが表示され、開けない場合がある。

2012年9月27日のアップデート
- 動画撮影時に手振れ補正をONにしても、手振れ補正が正常に動作しない場合がある。

2012年10月30日のアップデート
- ブラウザで特定のサイトを閲覧している際に、正常に画面遷移しない場合がある。

2012年12月19日のアップデート
- Wi-Fi利用時、まれに特定の周波数が使用できない場合がある。
- 「Google Playブックス」アプリの追加。

2013年1月30日のアップデート
- Eメールアプリにてメール作成時に絵文字を含むメールを下書きに保存すると、絵文字が文字化けする場合がある。

2013年6月20日のアップデート(OSバージョンアップ) 
- 本機特有の主な変更点
  - 体勢に合わせて画面回転を自動的に制御する「スマートローテーション」の追加。
  - ポップアッププレイにおける画面の拡大・縮小の追加。
  - 使用状況に合わせて画面が切り替わる「ページバディ」の追加。
  - 複数機能を同時起動し、2画面で操作が可能となる「マルチウィンドウ」の追加。
  - カメラ機能の強化。
    - 「低照度モード」でフラッシュなしでも鮮明な写真が撮影できる。
    - 「ベストフェイスモード」で連続写真を撮影し、最高の笑顔を選択し1枚の写真に合成できる。
    - 「パノラマモード」で360度のパノラマ撮影が可能。
- Android 4.1における共通の変更点
  - Android OS全体で、表示速度とタッチ反応が向上。
  - Google Nowへの対応。
  - ステータスバーから次のアクションが可能に。
- ドコモ共通の変更点
  - データ保管BOXへ対応。
- 不具合修正
  - ワンセグアプリ起動後、録画予約ができない場合がある不具合を修正する。
- ビルド番号がIMM76D.SC06DOMALF5、IMM76D.SC06DOMALG1、IMM76D.SC06DOMALG6、 IMM76D.SC06DOMALI3、IMM76D.SC06DOMALJ3、IMM76D.SC06DOMALK2、 IMM76D.SC06DOMAMA2のいずれかからJZO54K.SC06DOMBMF1になる。

2013年10月28日のアップデート
- 不在着信がないにも係わらず、「ダイヤル」アプリのアイコン上に不在着信数が表示される場合がある不具合を修正する。
- dビデオにて動画をストリーミング再生中、まれに映像が遅延する場合がある不具合を修正する。
- 「緊急通報」画面に選択表示される緊急通報番号（110番、119番、118番）の削除。
- 「Google Playゲーム」アプリの追加。
- ビルド番号がIMM76D.SC06DOMALF5、IMM76D.SC06DOMALG1、IMM76D.SC06DOMALG6、IMM76D.SC06DOMALI3、IMM76D.SC06DOMALJ3、IMM76D.SC06DOMALK2、IMM76D.SC06DOMAMA2、JZO54K.SC06DOMBMF1のいずれかからJZO54K.SC06DOMBMJ5になる。

2014年2月6日のアップデート
- dメニューの「乗換/運行情報」にて乗換情報を検索すると、まれに経路画面が正しく表示されない場合がある不具合を修正する。
- ビルド番号がIMM76D.SC06DOMALF5、IMM76D.SC06DOMALG1、IMM76D.SC06DOMALG6、IMM76D.SC06DOMALI3、IMM76D.SC06DOMALJ3、IMM76D.SC06DOMALK2、IMM76D.SC06DOMAMA2、JZO54K.SC06DOMBMF1、JZO54K.SC06DOMBMJ5のいずれかからJZO54K.SC06DOMBMK2になる。